# Урсулиненгассе (Дюссельдорф)
Урсулиненгассе (переулок Урсулинок) (нем. Ursulinengasse) — улица в Дюссельдорфе (административный район Альштадт). Одна из старейших улиц Старого города Дюссельдорфа, на которой расположено несколько памятников истории и архитектуры, охраняемых законом.

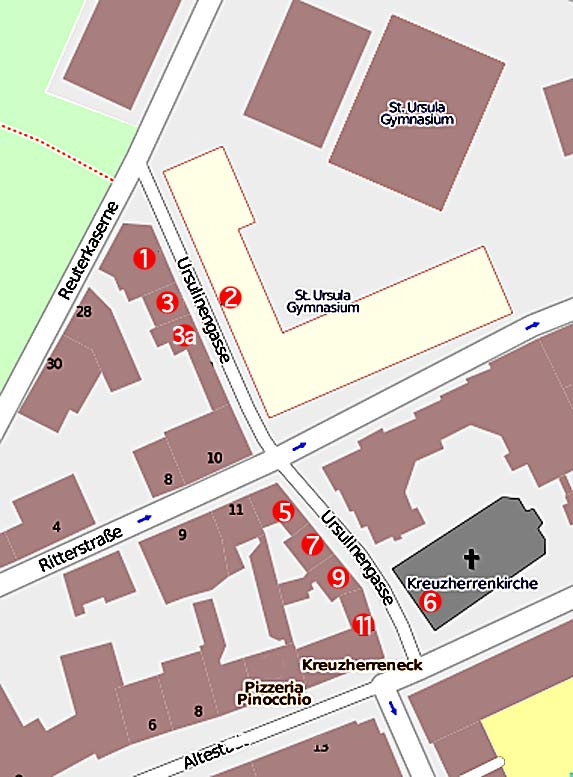
Картосхема переулка Урсулинок, красным показаны номера примечательных зданий

## Общие сведения
Переулок Урсулинок расположен в Старом городе Дюссельдорфа и протягивается на 133 метра с северо-запада на юго-восток между улицами Ройтерказерне (Reuterkaserne) и Ратингер Штрассе (Ratinger Straße). Почти посередине переулок пересечён улицей Риттерштрассе (Ritterstraße). Переулок назван в память легендарной английской принцессы святой мученицы Урсулы и её спутниц, замученных под Кёльном, при возвращении из паломничества в Рим (IV век).

## История
Переулок назван в честь женского монашеского ордена Урсулинок. Сам орден основан в 1535 году и назван в честь святой Урсулы.
По распоряжению курфюрста Яна Велема этому ордену на окраине Дюссельдорфа была выделена площадь для строительства монастыря. Первое монастырское здание было построено в 1677 году. А рядом с монастырём заложена новая улица, частично прошедшая вдоль разрушенной городской стены. Она пересекала основные улицы, ведущие к центру города и набережной Рейна и, имея подчинённое значение, стала именоваться переулком.

## Архитектура
Красивейшим зданием переулка считается «Дом со львами» (номер 1). Это трёхэтажное здание было построено братьями Штамм (Stamm) в 1892 году. В ходе перестройки и перепланировки, проводившейся в 1983-84 годах, здание получило новый дополнительный вход на своей угловой стороне.
Фасад облицован жёлто-коричневым клинкером, а все оставшиеся свободными неклинкерные поверхности оштукатурены и окрашены в белый цвет. На стене, выходящей в переулок Урсулинок, выделяется пять осевых линий. Вход находится на крайней левой оси здания. Здесь клинкер отсутствует. Колонны первого этажа и углы здания оформлены в виде квадеров. Над окнами первого этажа расположен общий небольшой декоративный горизонтальный карниз, шириной в ступню, а сверху над окнами располагаются полукруглые белые тимпаны.
Окна второго этажа с боков ограничены лепниной, а сверху — декоративными треугольными портиками, заполненными внутри лепными украшениями.
Окна третьего этажа в верхней части полукруглые, а остальное подкарнизное пространство заполнено повторяющимися лепными монограммами первой владелицы дома — вдовы некоего Теодора Мааса.
Иная композиция у угловой стены здания. На втором этаже расположен эркер с полукруглым окном, поддерживаемый консолями с лепными украшениями. Над эркером пристроен небольшой балкон третьего этажа с решётчатыми ограждениями. Выше расположена чердачная жилая часть здания с лепным псевдобалконом.
Крыша двухскатная, покрытая пластинами чёрного глинистого сланца, с оконными проёмами, выступающими наружу.
В интерьерах здания частично сохранились лепные штукатурные профили и кафельные полы 1892 года. Здание названо «Домом со львами» на основании монограмм владелицы, на которых изображены львы. В настоящее время строение используется для сдачи в аренду под жильё и размещения небольших офисов. Внесено в список охраняемых архитектурных объектов Дюссельдорфа в силу своего высокохудожественного оформления.
Дом номер 3. Считается одним из старейших в этом районе города.
Это трёхэтажное оштукатуренное жилое здание было построено в XVIII веке. Первоначально оно являлось частью усадьбы с земельным участком. На первом этаже располагалась конюшня с дверьми, выходившими к соседней усадьбе.
Фасад разделён на три оси. Вход с дверью XIX века расположен в левой оси дома. Все имеющиеся входы, включая внутренний двор, оформлены лепными наличниками. Окна верхних этажей начинаются с подоконных карнизов.
Верхняя часть здания завершается мансардными помещениями, крытыми кирпичом.
Дом номер 3а. Данное сооружение, охраняемое законом, является составной частью общей усадьбы с домом номер 10 по соседней улице Рыцарской (Ritterstrasse 10). Эта пристройка представляет собой усадебный флигель со своим отдельным входом и въездом во внутренний двор. Время постройки — 1860 год. Частично достройка произошла в 1898 году.
Двухэтажное оштукатуренное и окрашенное в белый цвет здание разделено на семь осей. Во второй оси справа находятся деревянные ворота, через которые автомобили могут заезжать в изолированный внутренний дворик. В четвёртой оси флигеля находится входная дверь, а на соседних осях первого этажа два окна. На втором этаже в переулок выходит семь окон. В настоящее время флигель 3а является отдельным жилым сооружением. Из-за недостаточности конструкционного решения, стены у потолка первого этажа дополнительно укреплены шестью металлическими скобами, имеющеми по фасаду декоративный вид.
Дом номер 5. Расположен на углу переулка Урсулинок и Рыцарской улицы (Ritterstraße). Этот трёхэтажный многоквартирный жилой дом спроектирован и возведен архитекторами Ниештрате (Niestrate) и Шверброком (Schwerbrock) в 1889 году. К переулку дом повёрнут фасадом с четырьмя вертикальными осями.
Первый этаж покрыт разбитой на узкие прямоугольные блоки белой штукатуркой. Входная дверь находится на второй оси справа. Каждый этаж венчают выступающие из стены белые узкие карнизы. Они как бы оттеняют кирпичный цвет клинкера.
Под низкими перилами окон первого этажа размещены оштукатуренные прямоугольные поверхности с изображением ромбов. Все окна верхних этажей имеют лепные наличники и кроме того, над окнами первого этажа смонтированы декоративные лепные дугообразные карнизы-украшения.
Угол дома, выходящий к Рыцарской улице, на верхних этажах декорирован небольшими квадерами. Крыша кирпичная с жилым полуэтажом. Потолки помещений украшены лепниной.
Дома номера 7 и 9. Трёхэтажные жилые здания построены на год позже дома номер 5 другим дюссельдорфским архитектором Августом Хартдегеном (August Hartdegen) в 1890 году. Оба здания возведены по родственным проектам, поэтому смотрятся одинаково. Но дом номер 7 заложен на чуть более низкой основе, что привело к этажной нестыковке.
Оба дома имеют по четыре вертикальных оси и входные двойные двери находятся в крайних правых из них. Фасады первых этажей отделаны белой штукатуркой в виде квадеров, а более верхние поверхности представляют собой окрашенный клинкер. Нижние части окон верхних этажей ограждены металлическими фигурными решётками, вмонтированными в надоконные карнизы. Покрытие крыши домов кирпичное.
Различия в зданиях номер 7 и 9 небольшие. Так, в доме номер 7, надоконные карнизы двух средних окон второго и третьего этажей усилены и выглядят в виде двойных балок. Это придаёт центральным окнам самостоятельность и оторванность от остальной композиции. В доме номер 9 усилено надоконное пространство первого этажа дополнительными квадерами.

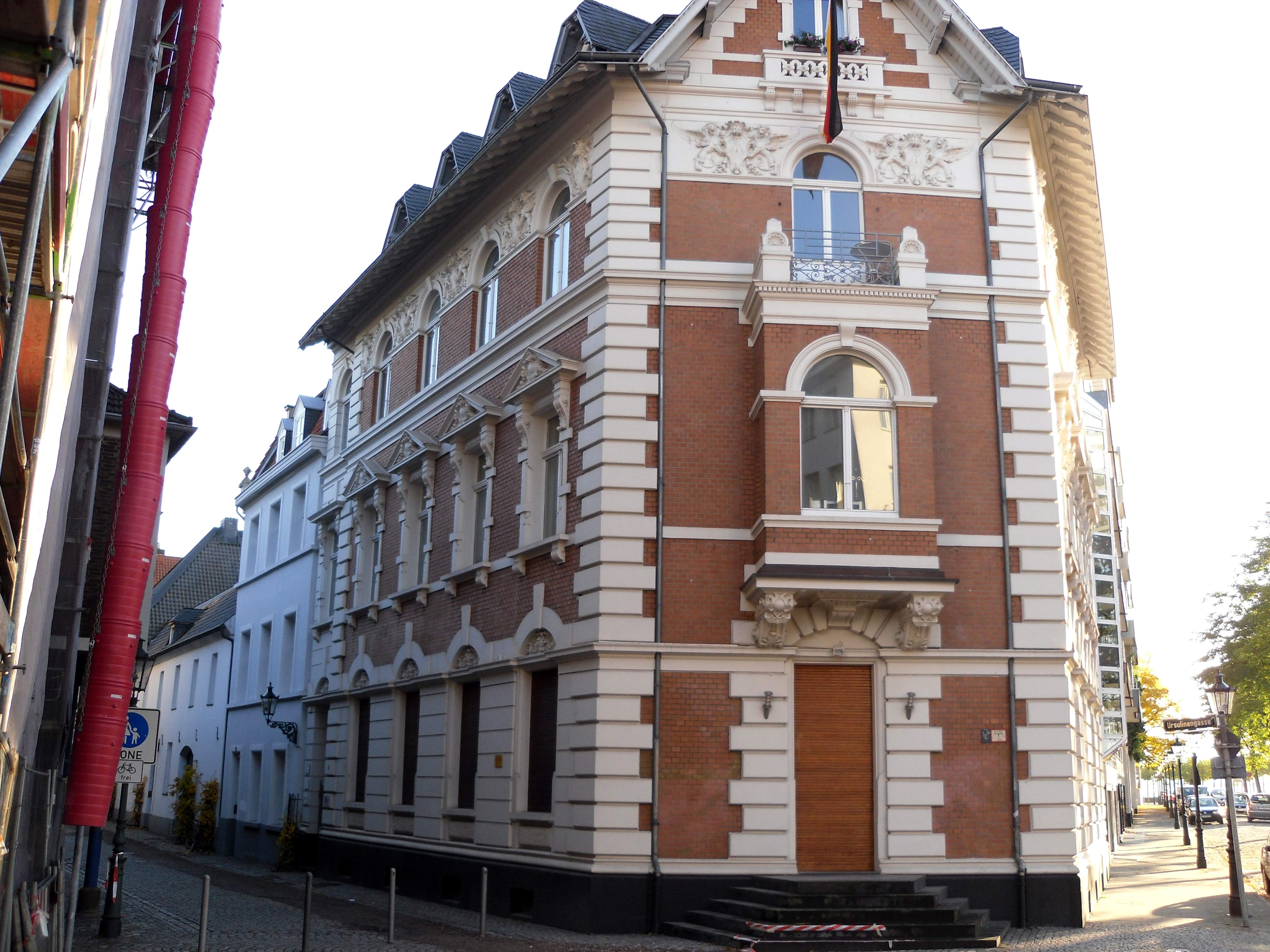
«Дом со львами», номер 1. На заднем плане дома № 3, 3а
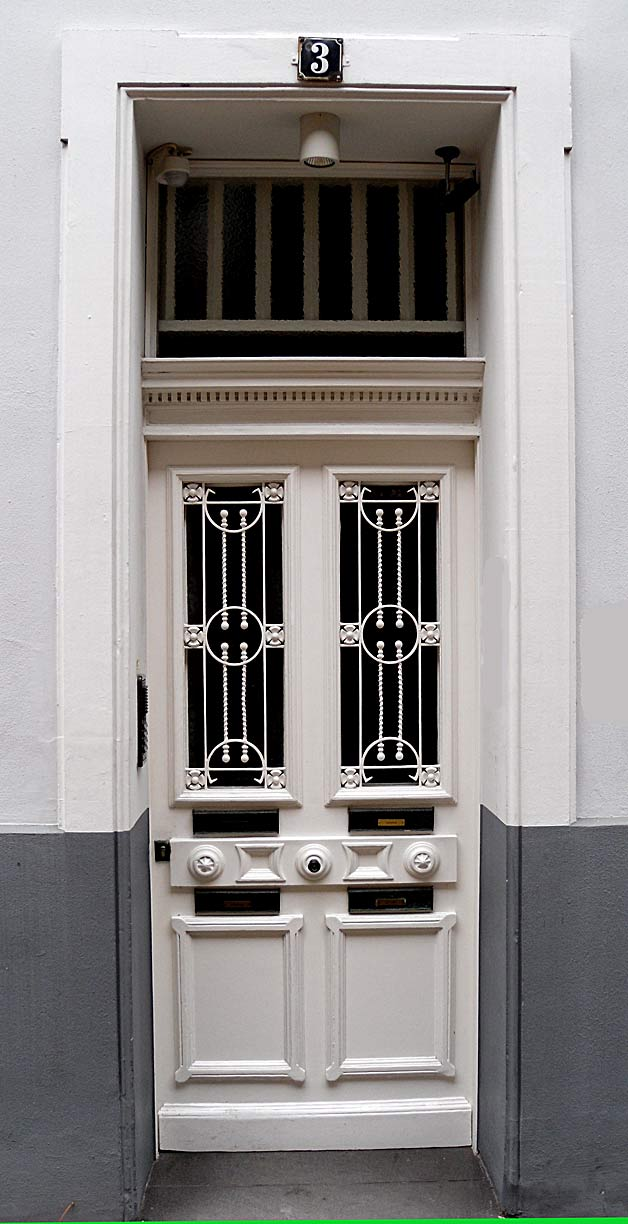
Дом номер 3. Дверь XIX века
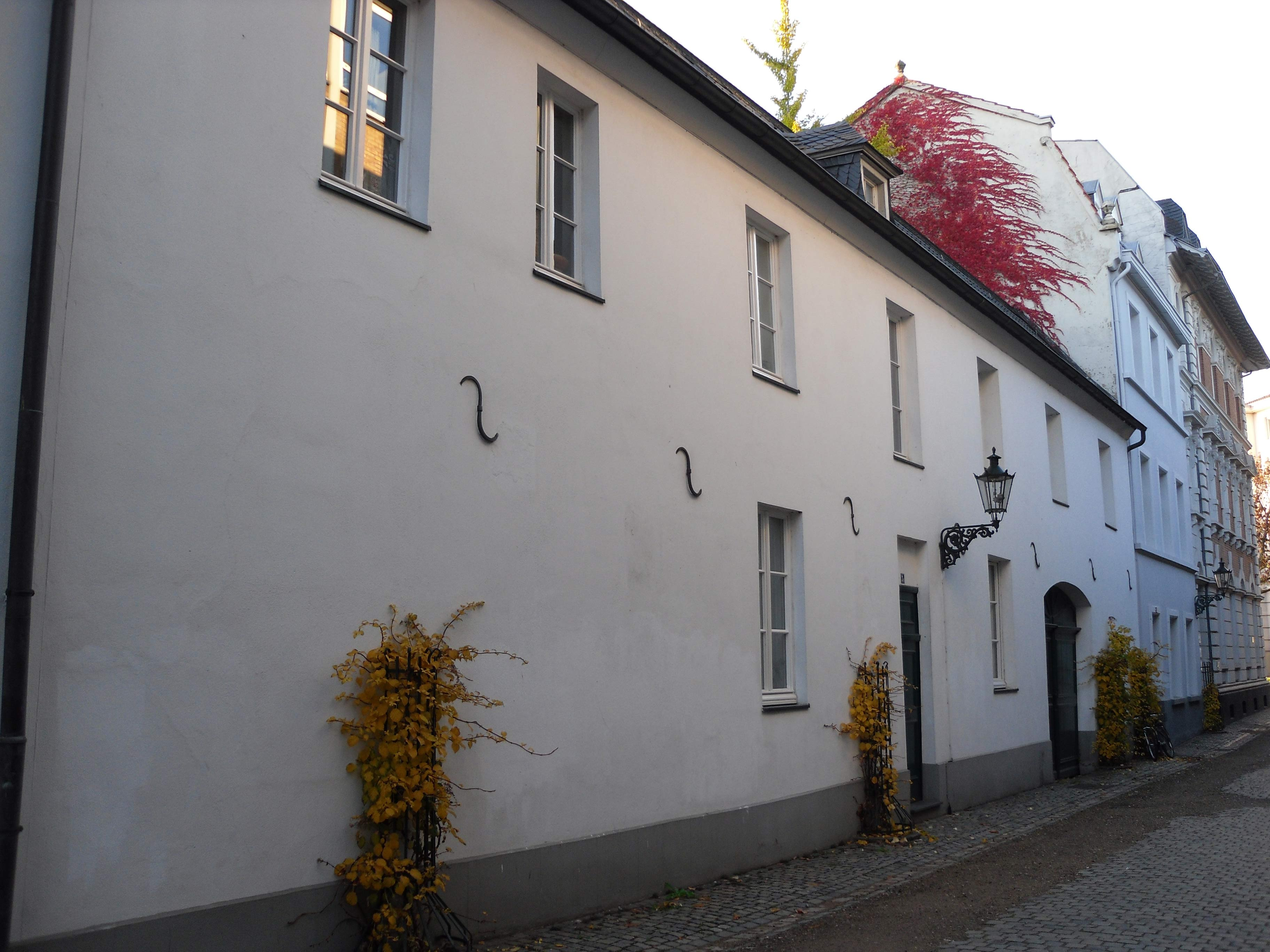
Жилой флигель номер 3а. На заднем плане дома № 3, 1
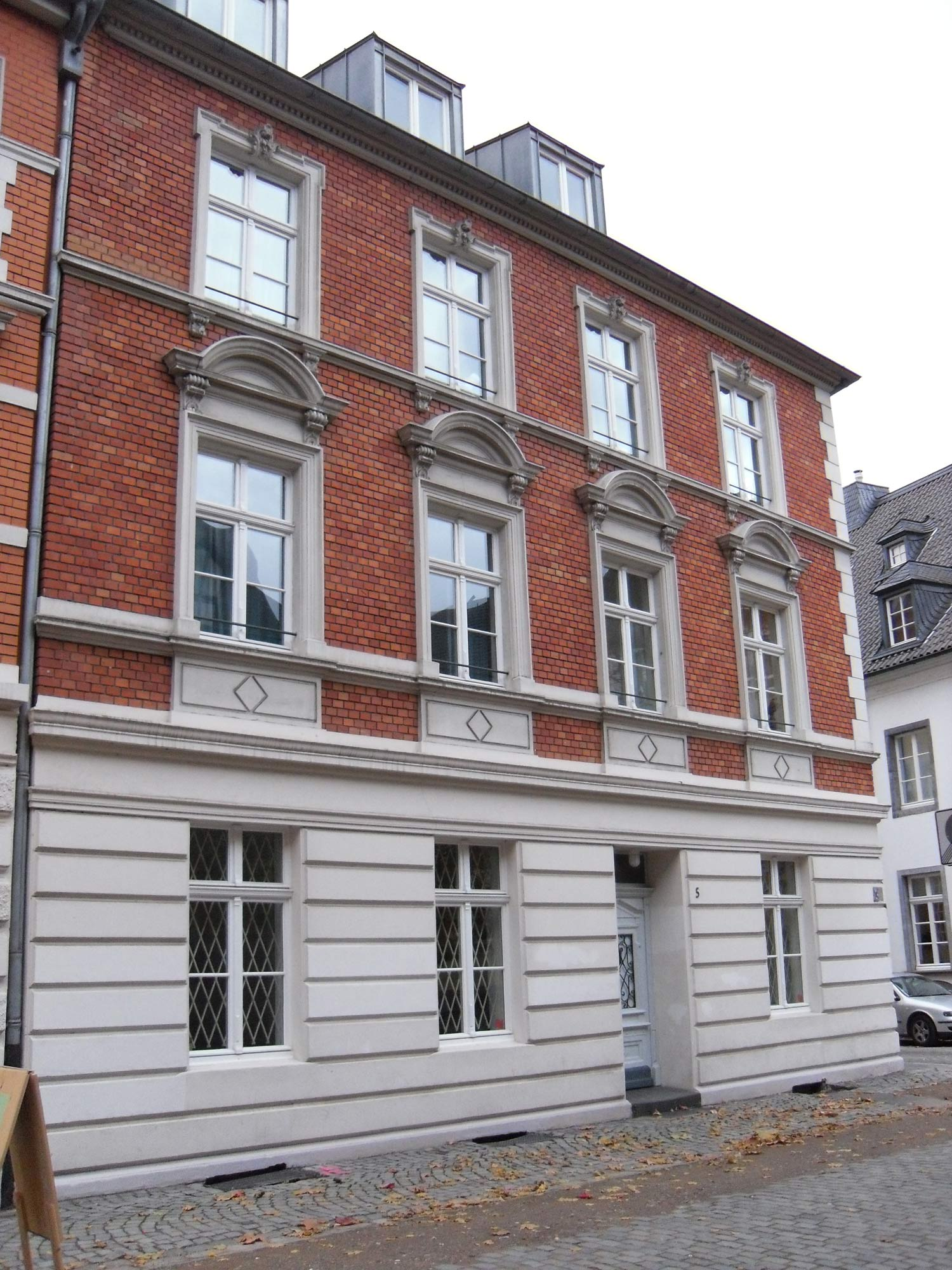
Дом номер 5
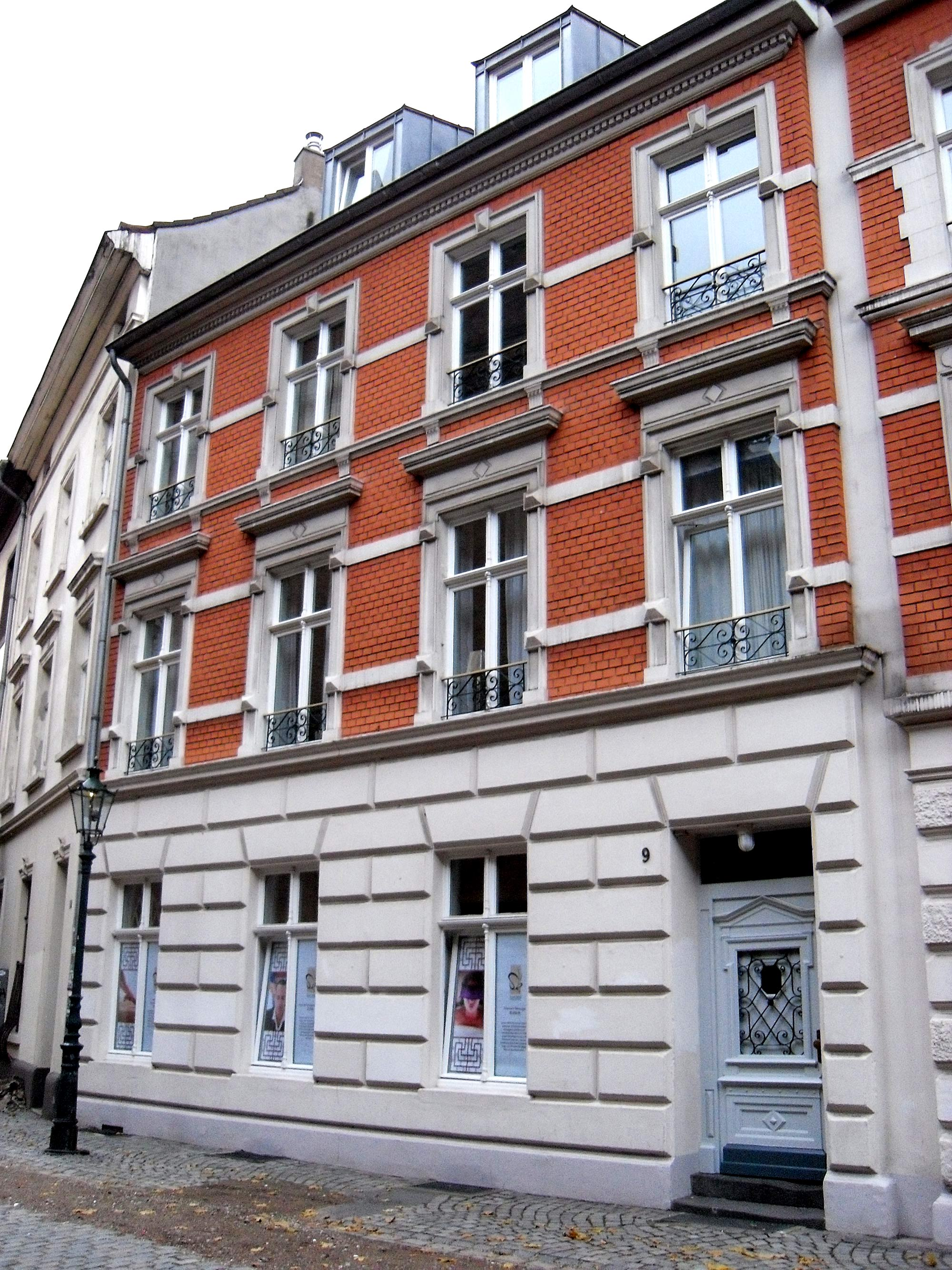
Дом номер 9
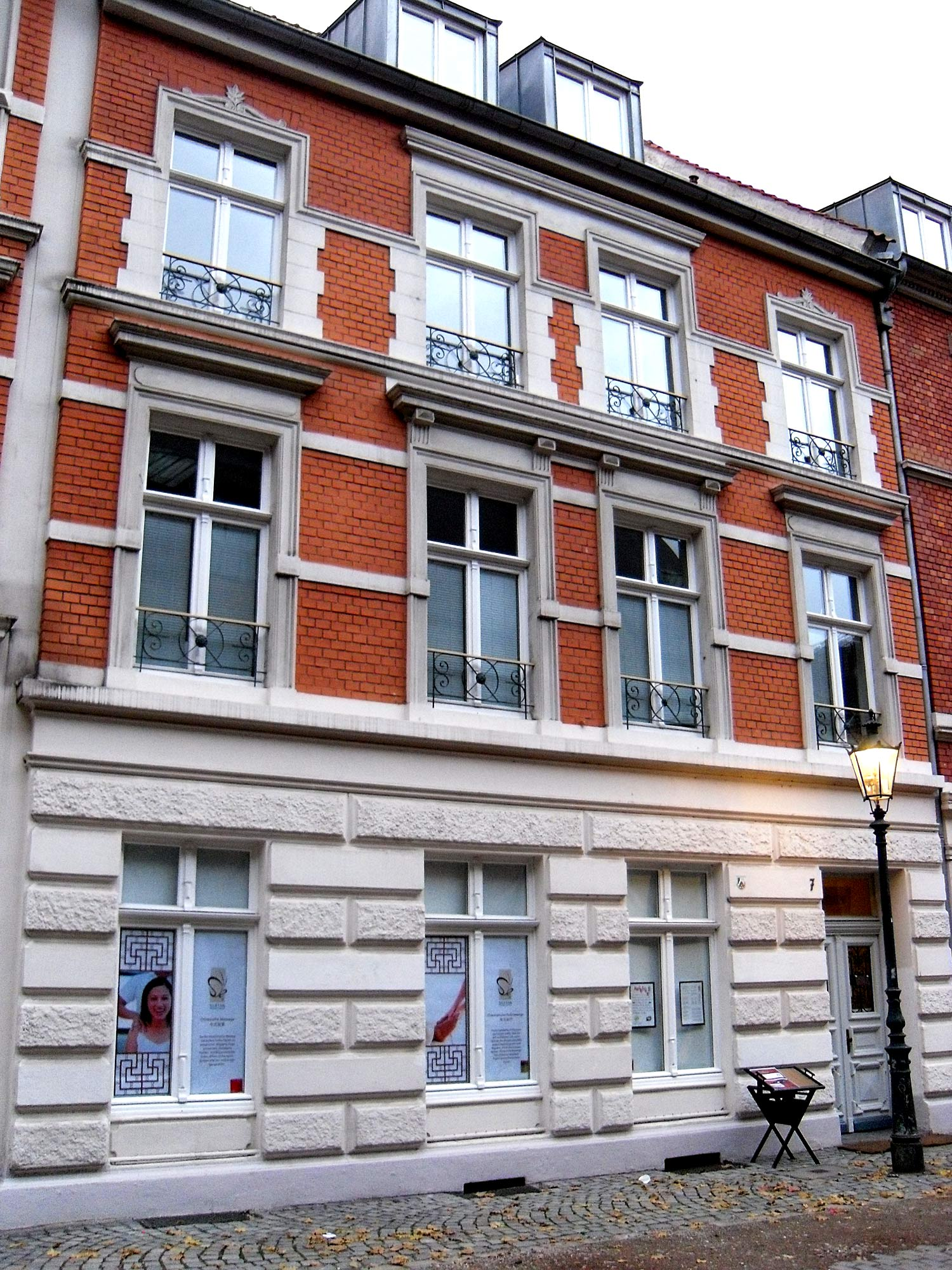
Дом номер 7

## Общественный транспорт
Переулок закрыт для движения общественного и личного автомобильного транспорта. Ближайшая остановки метро (метротрамвая) находится на поверхности земли в 170 метрах к северу у рейнского автомобильного моста Оберкасселер Брюке (Oberkasseler Brücke) и называется Тонхалле/Эренхоф (Tonhalle/Ehrenhof). Здесь останавливаются метропоезда U70, U74, U75, U76, U77, направляющиеся от центра города (в том числе и главного железнодорожного вокзала) на другую сторону Рейна.
Вторая подземная станция метро расположена в 350 метрах южнее переулка и называется «Аллея Генриха Гейне» (Heinrich Heine Allee). Здесь также останавливаются метропоезда U70, U74, U75, U76, U77, следующие за Рейн. Рядом находится остановка трамваев (с таким же названием) 703, 706, 712, 713.
Обе указанные остановки расположены на границах Альштадта. Парковка личного автотранспорта вблизи переулка Урсулинок затруднены из-за большого количества приезжающих на работу в Альштадт служащих и туристов.

## Велосипедное движение
Несмотря на то, что переулок запрещён для передвижения автотранспортом и входит в пешеходную зону Альтштадта, велосипедная езда по нему разрешена в обоих направлениях. Специальная велосипедная дорожка отсутствует. На пересечении с Риттерштрассе установлена велосипедная парковка, рассчитанная на три велосипеда. Улица активно используется велосипедистами.